# Cerylon tantillum
Cerylon tantillum là một loài bọ cánh cứng trong họ Cerylonidae. Loài này được Grouvelle miêu tả khoa học năm 1918.